# 唱頂の大員
唱頂の大員（しょうちょうのたいいん）は、千葉県出身の日本のバンド。1994年結成。主に千葉県を拠点に活動している。

## 略歴
1994年、千葉北高等学校で出会い高校2年生の夏に結成。結成コンセプトは「心に響く音楽、人を繋ぐ音楽を創りたい」。千葉県を中心に各地で活動。
2002年、現ドラムの鈴木学成が加入。
2005年、自主レーベルを立ち上げ、1stミニアルバム「音を持って外へ」リリース。
2007年、地元千葉ロッテマリーンズの応援バンドとして試合後に千葉マリンスタジアムで定期的にライブ。応援ソング「心ひとつで世界をかえろ」が全国のロッテリアでオンエアされる。東京大学「五月祭」のテーマソング制作。以後、毎年テーマソングに選ばれている。
2008年、2ndミニアルバム「7」リリース。地元千葉ルックでのワンマンはソールドアウト。
2009年、ラヂオつくばでレギュラー番組を持つ。3rdミニアルバム「UNITY」リリース。レコーディング、ミックス、マスタリングを全て自分達で行う。
2010年、「BOUND FOR SUMMER SONIC 2010」で1位を獲得し、「サマーソニック2010」に初出場を果たした。
2011年、4thミニアルバム「おそバカ」リリース。「BOUND FOR SUMMER SONIC 2011」を再び勝ち抜き、2年連続でサマーソニック出場を果たした。
2012年、テレビ朝日系列『musicる TV』の「夏うたバトルランキング」で、「千里魚眼(アコースティックバージョン)」が3位となり、「musicるAward2013」にノミネートされた。

## メンバー
- 入野伸夫（イリノノブオ） ボーカル&ギター
- 岩澤康博（イワサワヤスヒロ） ギター&コーラス
- 吉本仁暢（ヨシモトヒトノブ）ベース&コーラス
- 鈴木学成（スズキガクナリ）ドラム&コーラス

## ディスコグラフィー

### ミニアルバム
|   | タイトル       | リリース       | 規格      |
| - | -------------- | -------------- | --------- |
| 1 | 音を持って外へ | 2005年12月21日 | RUBS 001  |
| 2 | 7              | 2008年11月12日 | RUBS 002  |
| 3 | UNITY          | 2009年12月2日  | RUBS 003  |
| 4 | おそバカ       | 2011年3月4日   | RUBS-1004 |